# List do M.
List do M. – utwór grupy Dżem, znajdujący się na wydanym w 1991 albumie pt. Detox. Jest zarazem jedną ze sztandarowych piosenek zespołu, jak i jedną z najsłynniejszych polskich piosenek lat 90. Tekst został napisany przez Ryszarda Riedla oraz Dorotę Zawiesienko, a muzyka przez Beno Otrębę.

## Znaczenie tekstu
Utwór jest apostrofą Ryszarda Riedla do jego matki, Krystyny. Autor spowiada się matce z jego smutku spowodowanego samotnością, wspomina także o całkowitym zwątpieniu w istnienie Boga. W dalszej części zaczyna przypominać sobie nieodwracalne błędy, które popełnił, choć w tekście bezpośrednio nie ma odniesienia do narkotyków, tekst utworu jest niejako metaforą do uzależnienia Riedla od nich, lecz także współautorki tekstu Doroty Zawiesienko, która rodziła dziecko, będąc pod wpływem narkotyków.

## Popularność utworu
List do M. jest jednym z najbardziej znanych utworów Dżemu. Piosenka czterokrotnie znalazła się na najniższym stopniu podium notowania Polski Top Wszech Czasów. W 2011 roku powstał komediowy film, pt. Listy do M., którego tytuł był inspirowany piosenką Dżemu. Swoją aranżację utworu nagrał raper Popek.